# El Médano (ort i Spanien)
El Médano är en ort i Spanien.   Den ligger i provinsen Provincia de Santa Cruz de Tenerife och regionen Kanarieöarna, i den sydvästra delen av landet, 1 800 km sydväst om huvudstaden Madrid. El Médano ligger 12 meter över havet och antalet invånare är 1 000. Den ligger på ön Teneriffa.
Terrängen runt El Médano är varierad. Havet är nära El Médano åt sydost.  Närmaste större samhälle är Arona, 15,4 km väster om El Médano. 
I utkanten av staden ligger Pedro de Betancurs grotte, där Saint Pedro de Betancur bodde en tid. Det är en pilgrimsfärdshemning.